# Kanurennsport-Weltmeisterschaften 2003
Die 33. Kanurennsport-Weltmeisterschaften fanden vom 10. bis 14. September 2003 in den Vereinigten Staaten in Gainesville, Georgia, statt. Die Wettkämpfe wurden auf dem Lake Lanier ausgetragen. Veranstaltet wurden die Weltmeisterschaften vom Internationalen Kanuverband (ICF).
Insgesamt wurden 27 Wettbewerbe in den Disziplinen Canadier und Kajak ausgetragen, wobei 18 bei den Männern und nur 9 bei den Frauen, da bei ihnen nur Kajak-Wettbewerbe ausgetragen wurden. Die Distanzen der Regatten betrugen 200 m, 500 m und 1000 m.

## Doping
Der Russe Sergei Ulegin gewann zwei Gold- und eine Silbermedaille, die ihm aber wegen des Gebrauchs von Dopingmitteln wieder aberkannt wurden. Seinen Rennkollegen im C-2 500 m (Alexander Kostoglod), C-4 200 m (Kostoglod, Roman Krugljakow und Maxim Opalew), und C-4 500 m (Kostoglod, Krugljakow und Maxim Opalew) mussten ebenfalls die Medaillen abgeben. Ulegin wurde für zwei Jahre vom Sport ausgeschlossen.

## Ergebnisse

### Männer

#### Canadier
| Event      | Gold                                                                   | Zeit         | Silber                                                                  | Zeit         | Bronze                                                                  | Zeit         |
| ---------- | ---------------------------------------------------------------------- | ------------ | ----------------------------------------------------------------------- | ------------ | ----------------------------------------------------------------------- | ------------ |
| C-1 200 m  | Russland Maxim Opalew                                                  | 40,896 s     | Tschechien Martin Doktor                                                | 40,929 s     | Deutschland Andreas Dittmer                                             | 40,962 s     |
| C-1 500 m  | Deutschland Andreas Dittmer                                            | 1:47,277 min | Russland Maxim Opalew                                                   | 1:47,488 min | Tschechien Martin Doktor                                                | 1:48,030 min |
| C-1 1000 m | Deutschland Andreas Dittmer                                            | 3:52,482 min | Spanien David Cal                                                       | 3:53,406 min | Russland Maxim Opalew                                                   | 3:55,299 min |
| C-2 200 m  | Polen Paweł Baraszkiewicz Daniel Jędraszko                             | 37,972 s     | Tschechien Petr Fuksa Petr Netušil                                      | 38,012 s     | Ukraine Serhij Klymnjuk Dmytro Sabin                                    | 38,230 s     |
| C-2 500 m  | Polen Paweł Baraszkiewicz Daniel Jędraszko                             | 1:39,194 min | Rumänien Silviu Simioncencu Florin Popescu                              | 1:40,824 min | Kuba Ibrahim Rojas Ledis Balceiro                                       | 1:41,136 min |
| C-2 1000 m | Rumänien Silviu Simioncencu Florin Popescu                             | 3:34,932 min | Russland Alexander Kowaljow Alexander Kostoglod                         | 3:35,325 min | Ungarn György Kozmann György Kolonics                                   | 3:35,428 min |
| C-4 200 m  | Ungarn Sándor Malomsoki László Vasali György Kozmann György Kolonics   | 34,737 s     | Tschechien Petr Fuksa Petr Netušil Jan Břečka Karel Kožíšek             | 35,105 s     | Rumänien Silviu Simioncencu Mitică Pricop Florin Popescu Petre Condrat  | 35,610 s     |
| C-4 500 m  | Rumänien Silviu Simioncencu Florin Popescu Mitică Pricop Petre Condrat | 1:32,022 min | Polen Adam Ginter Łukasz Woszczyński Marcin Grzybowski Michał Śliwiński | 1:32,185 min | Ungarn Csaba Hüttner Márton Joób Imre Pulai Ferenc Novák                | 1:33,506 min |
| C-4 1000 m | Ungarn Csaba Hüttner Gábor Furdok Imre Pulai Ferenc Novák              | 3:22,090 min | Kanada Attila Buday Tamas Buday Maxime Boilard Dimitri Joukovski        | 3:22,332 min | Polen Andrzej Jezierski Roman Rynkiewicz Adam Ginter Wojciech Tyszyński | 3:22,446 min |

#### Kajak
| Event      | Gold                                                                              | Zeit         | Silber                                                              | Zeit         | Bronze                                                                           | Zeit         |
| ---------- | --------------------------------------------------------------------------------- | ------------ | ------------------------------------------------------------------- | ------------ | -------------------------------------------------------------------------------- | ------------ |
| K-1 200 m  | Deutschland Ronald Rauhe                                                          | 35,798 s     | Australien Vince Fehérvári                                          | 36,411 s     | Usbekistan Anton Rjachow                                                         | 36,417 s     |
| K-1 500 m  | Australien Nathan Baggaley                                                        | 1:37,541 min | Spanien Carlos Pérez                                                | 1:37,961 min | Deutschland Lutz Altepost                                                        | 1:38,077 min |
| K-1 1000 m | Neuseeland Ben Fouhy                                                              | 3:28,852 min | Kanada Adam van Koeverden                                           | 3:29,720 min | Australien Nathan Baggaley                                                       | 3:29,909 min |
| K-2 200 m  | Litauen Alvydas Duonėla Egidijus Balčiūnas                                        | 32,972 s     | Polen Marek Twardowski Adam Wysocki                                 | 33,154 s     | Deutschland Ronald Rauhe Tim Wieskötter                                          | 33,385 s     |
| K-2 500 m  | Deutschland Ronald Rauhe Tim Wieskötter                                           | 1:27,974 min | Belarus Raman Petruschenka Wadsim Machneu                           | 1:28,954 min | Litauen Alvydas Duonėla Egidijus Balčiūnas                                       | 1:29,205 min |
| K-2 1000 m | Schweden Markus Oscarsson Henrik Nilsson                                          | 3:14,157 min | Belgien Bob Maesen Wouter D’Haene                                   | 3:14,690 min | Deutschland Tim Huth Marco Herszel                                               | 3:15,142 min |
| K-4 200 m  | Ukraine Oleksij Sliwinskyj Mychajlo Lutschnik Mykola Sajtschenkow Andrij Borsukow | 31,136 s     | Rumänien Vasile Curuzan Marian Băban Alexandru Ceaușu Romică Șerban | 31,168 s     | Spanien Manuel Muñoz Jaime Acuña Aike González Oier Aizpurua                     | 31,260 s     |
| K-4 500 m  | Slowakei Richard Riszdorfer Michal Riszdorfer Erik Vlček Juraj Bača               | 1:20,409 min | Rumänien Vasile Curuzan Marian Băban Alexandru Ceaușu Romică Șerban | 1:21,353 min | Russland Alexander Iwanik Anatoli Tischtschenko Oleg Gorobi Wladimir Gruschichin | 1:21,408 min |
| K-4 1000 m | Slowakei Richard Riszdorfer Michal Riszdorfer Erik Vlček Juraj Bača               | 2:55,291 min | Ungarn Zoltán Kammerer Ákos Vereckei Roland Kökény Krisztián Veréb  | 2:56,795 min | Deutschland Andreas Ihle Mark Zabel Björn Bach Stefan Ulm                        | 2:57,048 min |

### Frauen

#### Kajak
| Event      | Gold                                                                      | Zeit         | Silber                                                                         | Zeit         | Bronze                                                                          | Zeit         |
| ---------- | ------------------------------------------------------------------------- | ------------ | ------------------------------------------------------------------------------ | ------------ | ------------------------------------------------------------------------------- | ------------ |
| K-1 200 m  | Kanada Caroline Brunet                                                    | 41,344 s     | Spanien Teresa Portelo                                                         | 41,600 s     | Ungarn Tímea Paksy                                                              | 42,298 s     |
| K-1 500 m  | Ungarn Katalin Kovács                                                     | 1:48,996 min | Kanada Caroline Brunet                                                         | 1:49,778 min | Polen Aneta Pastuszka                                                           | 1:49,785 min |
| K-1 1000 m | Ungarn Katalin Kovács                                                     | 4:00,955 min | Deutschland Katrin Wagner                                                      | 4:02,122 min | Israel Lior Karmi                                                               | 4:03,104 min |
| K-2 200 m  | Ungarn Tímea Paksy Melinda Patyi                                          | 38,292 s     | Spanien Teresa Portela Beatriz Manchón                                         | 38,521 s     | Polen Aneta Pastuszka Beata Sokołowska-Kulesza                                  | 38,528 s     |
| K-2 500 m  | Ungarn Szilvia Szabó Kinga Bóta                                           | 1:39,984 min | Bulgarien Bonka Pindschewa Deljana Datschewa                                   | 1:40,937 min | Polen Beata Sokołowska-Kulesza Joanna Skowroń                                   | 1:41,577 min |
| K-2 1000 m | Ungarn Tímea Paksy Dalma Benedek                                          | 3:41,540 min | Deutschland Nadine Opgen-Rhein Manuela Mucke                                   | 3:41,636 min | Kanada Caroline Brunet Mylanie Barré                                            | 3:42,752 min |
| K-4 200 m  | Ungarn Katalin Kovács Szilvia Szabó Erzsébet Viski Kinga Bóta             | 35,665 s     | Spanien María Isabel García Beatriz Manchón Jana Šmidáková Teresa Portela      | 35,939 s     | Polen Karolina Sadalska Aneta Pastuszka Beata Sokołowska-Kulesza Joanna Skowroń | 36,118 s     |
| K-4 500 m  | Ungarn Katalin Kovács Szilvia Szabó Erzsébet Viski Kinga Bóta             | 1:31,632 min | Polen Karolina Sadalska Małgorzata Czajczyńska Aneta Białkowska Joanna Skowroń | 1:33,573 min | Spanien María Isabel García Beatriz Manchón Jana Šmidáková Teresa Portela       | 1:33,742 min |
| K-4 1000 m | Ungarn Eszter Rasztótsky Kinga Dékány Krisztina Fazekas-Zur Natasa Janics | 3:13,296 min | Ukraine Olena Tscherewatowa Tetjana Semykina Marija Raltschewa Inna Ossypenko  | 3:16,389 min | Australien Paula Harvey Chantal Meek Amanda Rankin Katrin Kieseler              | 3:16,870 min |

## Medaillenspiegel
| Rang   | Nation      | Gold | Silber | Bronze | Gesamt |
| ------ | ----------- | ---- | ------ | ------ | ------ |
| 1      | Ungarn      | 10   | 1      | 3      | 14     |
| 2      | Deutschland | 4    | 2      | 5      | 11     |
| 3      | Polen       | 2    | 3      | 5      | 10     |
| 4      | Rumänien    | 2    | 3      | 1      | 6      |
| 5      | Slowakei    | 2    | -      | -      | 2      |
| 6      | Kanada      | 1    | 3      | 1      | 5      |
| 7      | Russland    | 1    | 2      | 2      | 5      |
| 8      | Australien  | 1    | 1      | 2      | 4      |
| 9      | Ukraine     | 1    | 1      | 1      | 3      |
| 10     | Litauen     | 1    | -      | 1      | 2      |
| 11     | Neuseeland  | 1    | -      | -      | 1      |
|        | Schweden    | 1    | -      | -      | 1      |
| 13     | Spanien     | -    | 5      | 2      | 7      |
| 14     | Tschechien  | -    | 3      | 4      | 7      |
| 15     | Belarus     | -    | 1      | -      | 1      |
|        | Belgien     | -    | 1      | -      | 1      |
|        | Bulgarien   | -    | 1      | -      | 1      |
| 18     | Kuba        | -    | -      | 1      | 1      |
|        | Israel      | -    | -      | 1      | 1      |
|        | Usbekistan  | -    | -      | 1      | 1      |
| Gesamt | Gesamt      | 27   | 27     | 27     | 81     |